# Upplands runinskrifter 373
Upplands runinskrifter 373 är en vikingatida runsten av gnejs i Örby, Skepptuna socken och Sigtuna kommun. Runstenen är 1,6 meter hög och 0,8 meter bred. Runorna är 5,5-8 centimeter stora. Runstenen står strax norr om landsvägen mellan Åsby och Lunda, mitt för infarten ned till Örby. Den restes på denna plats år 1940.

## Inskriften
Translitterering av runraden:
iarbi · [l]it · stain · ht[t]ʀ · s(u)-- sina · tua
Normalisering till runsvenska:
Iarpi let stæin æftiʀ sy[ni] sina tva.
Översättning till nusvenska:
Järpe lät [resa] stenen efter sina två söner.